# Farmerville
Farmerville es un pueblo ubicado en la parroquia de Union en el estado estadounidense de Luisiana. En el Censo de 2010 tenía una población de 3860 habitantes y una densidad poblacional de 253,46 personas por km².

## Geografía
Farmerville se encuentra ubicado en las coordenadas 32°46′30″N 92°24′2″O / 32.77500, -92.40056. Según la Oficina del Censo de los Estados Unidos, Farmerville tiene una superficie total de 15.23 km², de la cual 14.97 km² corresponden a tierra firme y (1.7%) 0.26 km² es agua.

## Demografía
Según el censo de 2010, había 3860 personas residiendo en Farmerville. La densidad de población era de 253,46 hab./km². De los 3860 habitantes, Farmerville estaba compuesto por el 29.04% blancos, el 67.05% eran afroamericanos, el 0.41% eran amerindios, el 0.31% eran asiáticos, el 0.28% eran isleños del Pacífico, el 1.87% eran de otras razas y el 1.04% pertenecían a dos o más razas. Del total de la población el 3.58% eran hispanos o latinos de cualquier raza.